# Samuel Schulteen
Samuel Schulteen, född den 7 november 1680 i Svedvi socken, död den 22 februari 1752 på Prostvik i Nagu socken, var en finländsk rättslärd. Han var bror till Carl Schultén och farfar till Nathanael Gerhard af Schultén.
Schulteen var 1720–1746 juris professor i Åbo.